# علامة السلسلة
علامة السلسلة هي عبارة عن مصطلح طبي للكشف الشعاعي على سلسلة الجهاز الهضمي العلوي، حيث يُعطى المريض مادة غير معتمة، مثل الباريوم، للشرب، ثم يتم أخذ الأشعة السينية من المعدة والأمعاء.
تمثل علامة السلسلة المعوية ضيقًا حادًا في حلقة الأمعاء، حيث يبدو شريط رفيع من التباين داخل التجويف يشبه الخيط. قد يظهر في مرض كرون، تضيق البواب الضخامي، الورم السرطاني وسرطان القولون.
في الأشخاص الذين يعانون من مرض كرون ، تكون علامة السلسلة ناتجة عن ملء غير كامل لتجويف الامعاء، والذي ينتج عن التهيج والتشنج المرتبط بالقرحة الشديدة. في مثل هذه الحالات، تظهر علامة السلسلة بشكل متكرر عند الدقاق الطرفي.
عند الرضع الذين يعانون من تضيق البواب الضخامي، يتم تضييق البواب وستتخذ المادة غير الشفافة الراديوية ظهور سلسلة رقيقة وهي تمر عبر هذه القناة الضيقة. في كثير من الأحيان، هناك العديد من هذه السلاسل الظاهرة (تسمى "علامة مسار السكة الحديدية"). تم استبدال استخدام سلسلة الجهاز الهضمي العلوي لتشخيص HPS ، والتي كانت الأداة التشخيصية الأساسية لهذه الحالة في الثمانينيات والتسعينيات، إلى حد كبير باستخدام الموجات فوق الصوتية، التي تعتبر أقل تغلغلًا ويمكنها تصور البواب الكثيف، القياسات الفعلية لهذا سماكة.